# Phare des îles du Maïs

Le phare des îles du Maïs (en espagnol : Faro Islas del Maíz) est un phare actif situé sur les Îles du Maïs, dans la Région autonome de la Côte caraïbe sud en Nicaragua.

## Histoire
Les îles du Maïs se trouvent à environ 70 km de la côte nicaraguayenne. Elles étaient sous protectorat britannique jusqu'en 1894, date à laquelle le Nicaragua prit le contrôle.
Le phare été construit au plus haut point de la partie nord de la petite île des Maïs.

## Description
Ce phare est une tour métallique pyramidale à claire-voie, avec une plateforme et une balise photovoltaïque de 15 m de haut. La tour est peinte en blanc de bandes horizontales noires et jaunes. Il émet, à une hauteur focale de 50 m, un éclat blanc intermitant. Sa portée est de 8 milles nautiques (environ 15 km).
Identifiant : ARLHS : NIC-002 - Amirauté : J6055 - NGA : 110-16502 .
|                             |
| Localisation : Îles du Maïs |